# 11 Pułk Dragonów (Cesarstwo Niemieckie)
11 pułk dragonów im. von Wedela (Pomorski) (niem. Dragoner-Regiment „von Wedel“ (Pommersches) Nr. 11)  – pułk kawalerii niemieckiej okresu Cesarstwa Niemieckiego.

## Charakterystyka
Pułk został sformowany 27 września 1866. Stacjonował w Ełku . Wchodził w skład XX Korpusu Armijnego .

 Wiosną 1914 był w strukturze 37 Brygady Kawalerii z  37 Dywizji Piechoty.
W wyniku mobilizacji, w sierpniu 1914 pułk osiągnął gotowość bojową i w składzie 37 Dywizji Piechoty z XX Korpusu Armijnego został wysłany na front wschodni.